# Sancocho
El sancocho es una sopa elaborada con carnes, tubérculos, verduras y condimentos, típico de varios países hispanoamericanos, en concreto aquellos que pertenecieron al antiguo Virreinato de Nueva Granada, especialmente de (Colombia, Ecuador, Panamá y Venezuela), así como en las islas del Caribe hispano (Cuba, República Dominicana y Puerto Rico). Entre sus orígenes se ha intentado relacionarlo con el ajiaco taíno, el cocido español, la olla podrida española, y los estofados corso, irlandés, danés, alemán, italiano y francés. Sin embargo, la elaboración de caldos es un proceso intuitivo que consiste en echar alimentos en agua y hervirlos. En ese sentido, la identidad del plato estará determinadas por los productos originarios de cada región y la selección de los mismos con base en las inclinaciones culturales de cada región.
Se debe añadir que la sopa de pollo es muy diferente al sancocho. Son dos sopas totalmente diferentes. No todas las sopas son llamadas sancocho. 

## Generalidades
En todos los países hispanoamericanos en los que es típico, el sancocho consiste en una especie de cocido o estofado bastante caldoso a base de carne (o menos frecuentemente pescado), tubérculos y raíces (puede ser patata, yuca, ñame o malanga) y plátano.
El tipo de carne empleada da nombre al sancocho, por ejemplo, sancocho de gallina, sancocho de pescado. Así mismo es frecuente que se empleen dos o más tipos de carne en un mismo sancocho. Tiene un alto índice de calorías y grasa.
Se prepara en una olla en la que se hierven en agua todos los ingredientes, que varían según la versión regional.

## Variantes

### Colombia

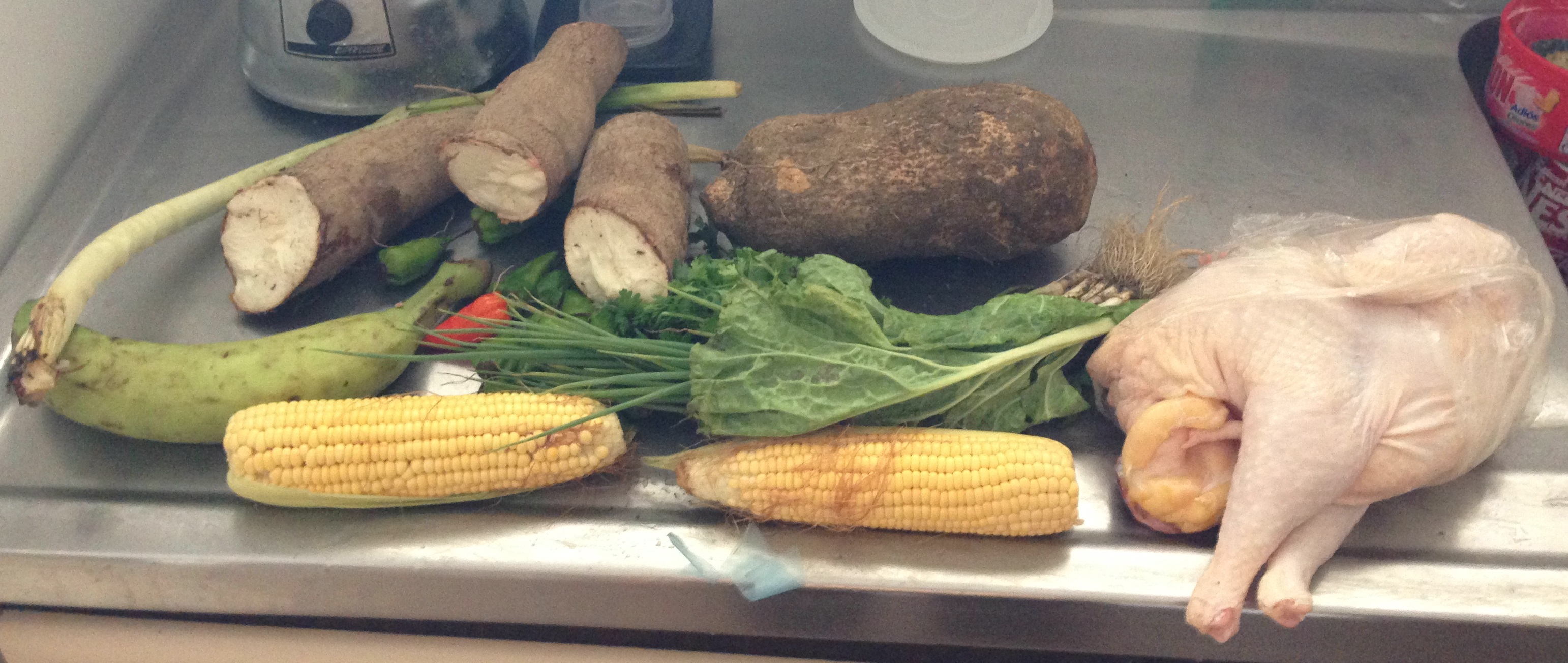
Ingredientes de un sancocho de gallina en Barranquilla, Colombia.

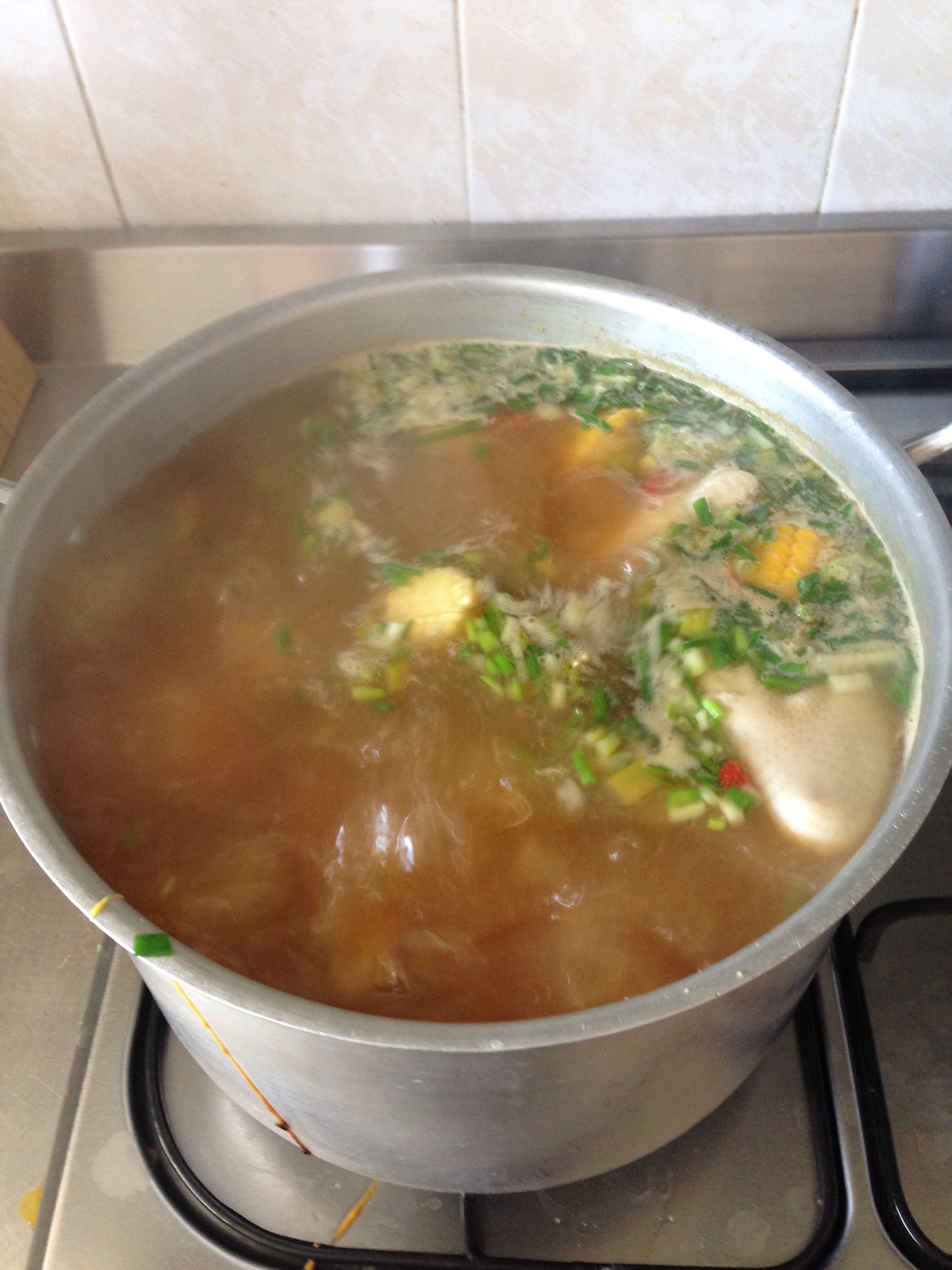
Sancocho de gallina en preparación.

El sancocho es uno de los platos típicos más populares de la gastronomía colombiana y ha sido propuesto en distintas ocasiones como plato nacional. En 2006, el sancocho fue nominado como símbolo cultural de Colombia en la encuesta organizada por la revista Semana con el apoyo de Caracol TV, el Ministerio de Cultura y Colombia es pasión. Según el Atlas etnográfico-lingüístico del Instituto Caro y Cuervo se prepara en más de 193 localidades del país. En Colombia, en general, el sancocho corresponde a un caldo o sopa a base de alguna carne (por ejemplo pollo, gallina, pescado, res, etc., carne que, según se seleccione, le da el nombre final al sancocho), al cual se agregan verduras y tubérculos como ñame, plátano, mazorca, papa y yuca. Por ejemplo, según la región y la parte del animal usada, el sancocho preparado con carne de res se llama "sancocho de costilla", "de hueso", "de rabo", "de carne" o "entero".
Juan de Santa Gertrudis en su obra Maravillas de la Naturaleza lo define así: "Sancocho llaman al tasajo con plátanos o yucas cocidas". También son descritas sus preparaciones. La primera muy parecida al plato cordobés viudo de carne salada: "La una es: ponen en una olla tres dedos de agua. Sobre ella ponen unos palitos que hagan parrilla. Porque después del tasajo, y sobre él los plátanos o yucas o uno y otro. Tapan la olla con un pedazo de hoja de plátano o achira, y a fuego lento con el vapor del agua se cuece. La segunda preparación se asemeja al actual sancocho: "destrozan a mano los plátanos verdes, o las yucas, tajados con cuchillo no, porque se ponen colchosas las tajadas; métenlo en la olla con trozos de tasajo, meten agua y algunos ajíes, y así con caldo, tapada de la misma suerte la olla lo cuecen".
Se consume principalmente a la hora del almuerzo a manera de plato fuerte y también en fiestas, paseos y celebraciones populares. Entre los ingredientes más usuales del sancocho colombiano están: carnes (pollo, gallina, cerdo, pescado, vaca, costilla, rabo, hígado, chivo, pavo, pato, entre otros), mazorca, zanahoria, plátano verde,  plátano maduro, ñame, yuca, papa, ahuyama, malanga, guineo verde, arracacha, condimentos (pimienta, comino), legumbres (fríjoles, lentejas, arvejas, fríjol cabecita negra, guandú) y verduras (cebolla, ajo, cilantro, apio, ají dulce, entre otros).

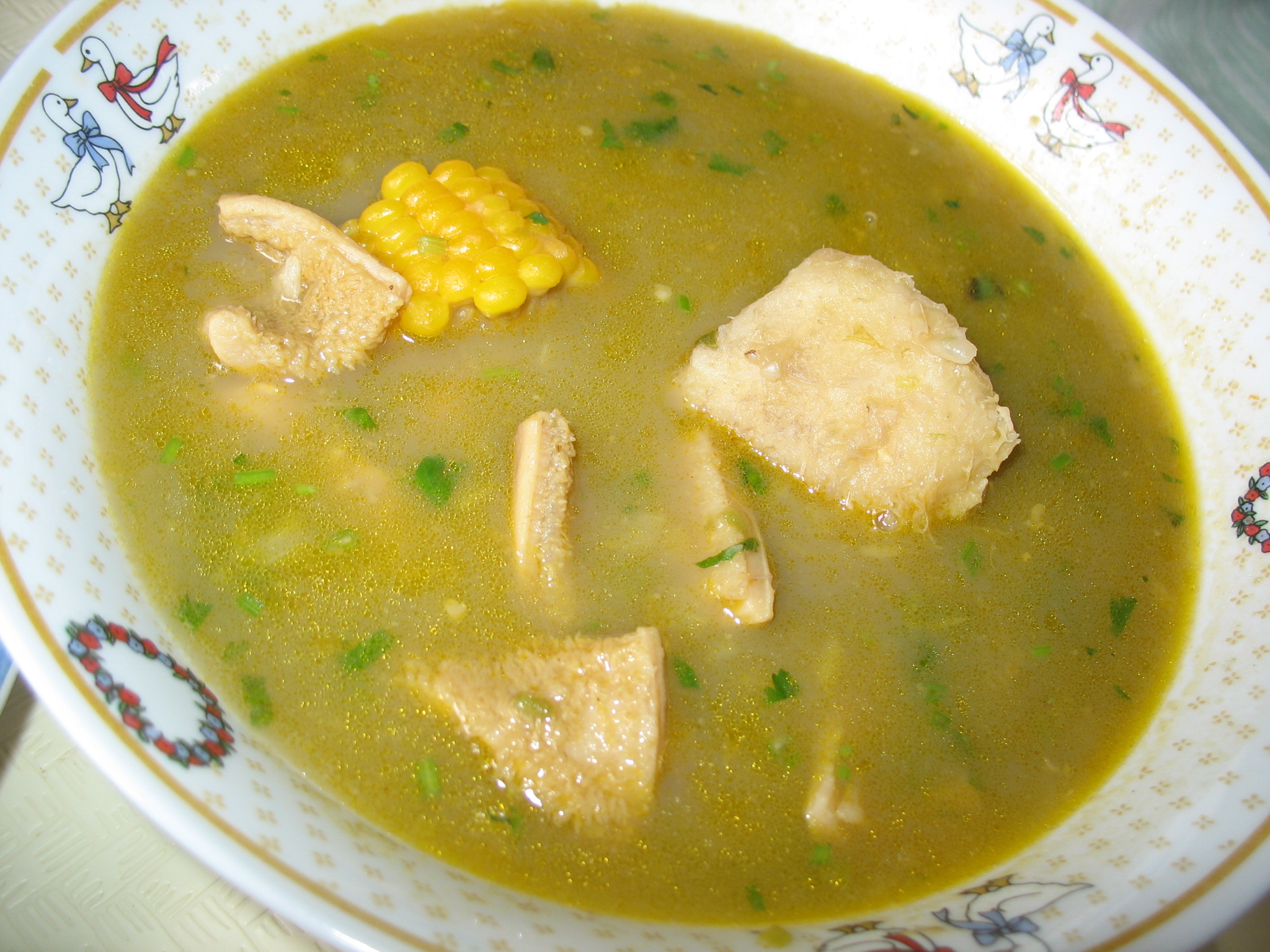
Sopa o sancocho de mondongo o mondongo. Barranquilla, Colombia.

En cada región del país, el sancocho tiene su propia sazón tradicional. En el departamento de Antioquia es tradicional el "sancocho antioqueño o paisa", donde son muy comunes el sancocho de carne (res y cerdo) y el tres carnes o sancocho trifásico (triple combinación de res, cerdo y pollo principalmente; también se usa el bagre, cola de res o gallina como alternativas a alguna de las primeras carnes). El sancocho de gallina es uno de los platos más emblemáticos de los departamentos del Valle del Cauca,
Cauca y Nariño. En Boyacá, es típica la mazamorra chiquita boyacense; en Bogotá, el puchero bogotano; el pausandao tumaqueño en el litoral del Pacífico; y el hervido de pato pelón, gumarra (gallina) o cachicamo en los Llanos Orientales.
En la Costa Caribe son muy populares los sancochos de pescados como el bocachico o el sábalo (preparados con leche de coco), de pollo o de gallina, de costilla, de mondongo, trifásico, de rabo, de animales de monte y de legumbres o granos como el sancocho de guandú con carne salada y las sopas de fríjol cabecita negra, de arvejas y de zaragoza (variedad de fríjol rojo). El sancocho se come cualquier día de la semana principalmente a la hora del almuerzo, acompañado de arroz blanco y agua de panela con limón. También se ofrece como plato principal en celebraciones populares como carnavales (el sancocho de guandú con carne salada es considerado el plato del Carnaval de Barranquilla), matrimonios, bautizos y parrandas, entre otros. El sancocho está íntimamente ligado a la parranda vallenata, que culmina generalmente hacia el amanecer con la ingesta del plato.

### Cuba
En Cuba ha sido muy popular este plato, particularmente en las regiones rurales en las que se nombraba indistintamente como "sancocho" y como "ajiaco", con preferencia por esta última forma de denominación. En los escritos que datan de la guerra de independencia suelen leerse referencias al sancocho con que fueron alimentadas las tropas.
Más modernamente se fueron abandonando ambos modos de ser nombrados para usar más frecuentemente el término "caldosa", popularizado en los años 1980 gracias a la letra de un grupo de música tradicional cubana que se refería a la "Caldosa de Kike y Marina" con origen en la provincia de Las Tunas. La caldosa es un plato habitual en festejos familiares y de barrios.
En la depresión económica ocurrida en los años 90, en que se manifestó una aguda carencia de suministros básicos, la caldosa pasó a tener una presencia muy frecuente en la mesa de buena parte del cubano común por su versatilidad y posibilidad de incluir en ella un poco de todo el alimento disponible en la canasta familiar. Por ello se incluyeron ingredientes como el fideo, chícharo, arroz y se notaba la escasa presencia de especias y cárnicos. El gracejo popular no demoró en nombrar a este plato como "sopinguete", que deja entrever el tono entre despectivo y de choteo pues no siempre el resultado es un plato como para degustar.
Hoy día ha quedado atrás el sopinguete, como "caldosa" se conoce en todas las partes del país, como ajiaco parece ser reconocido en Baracoa y otros sitios muy rurales. Como "sancocho", es muy raro escuchar sea nombrado cuando se refiere al alimento y se está llamando así a las sobras que se colectan para alimentas a los cerdos.

### Ecuador

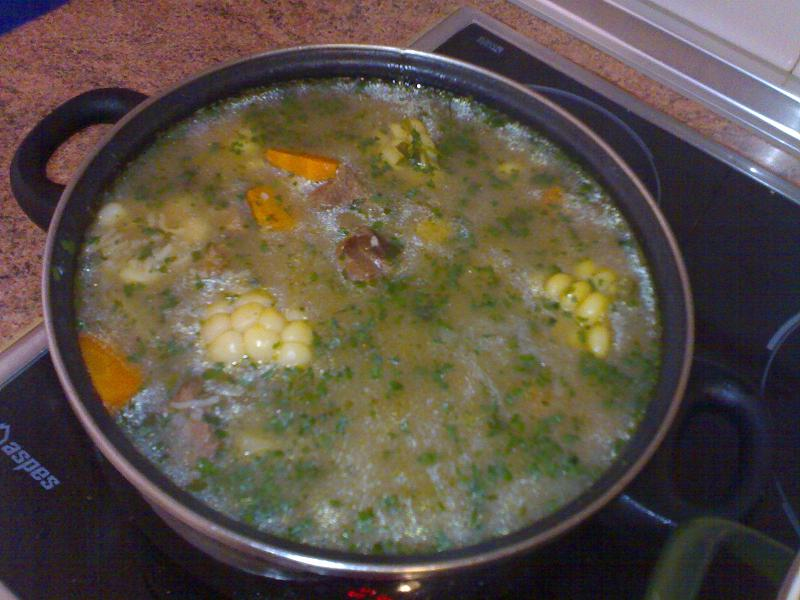
Sancocho ecuatoriano

El sancocho ecuatoriano es un plato que refleja una fusión cultural, con raíces en las tradiciones culinarias de Europa, las culturas indígenas y África. Se cree que su origen se remonta a los guisos europeos como el "cocido" español, que los conquistadores adaptaron con los nuevos ingredientes encontrados en América. Las culturas precolombinas, por su parte, aportaron una vasta gama de tubérculos y vegetales autóctonos como la yuca, el plátano y el maíz, que dotaron al sancocho de su característica consistencia y sabor. Incluso se especula que el nombre "sancocho" podría derivar del kichwa "sango uchu", que significa "colada de ají", aludiendo a su densidad. Además de esto, existen referencias a este plato por el jesuita alemán Joseph Kolberg (quien formaría parte de la Neoescolástica en Ecuador). Lo mencionaría en su libro de 1885 "Nach Ecuador".
La influencia africana fue crucial en la evolución del sancocho. Las cocineras africanas introdujeron sus conocimientos en el manejo de ingredientes, técnicas de cocción y la combinación de elementos en un solo potaje. Se ha sugerido que el sancocho llegó a América en los barcos negreros, convirtiéndose en una comida nutritiva que aprovechaba los recursos disponibles. Esta influencia es evidente en el uso de ciertos tubérculos y la manera en que los ingredientes se integran para crear un plato completo y sustancioso. En Ecuador, el sancocho ha evolucionado hasta convertirse en un plato emblemático, con variaciones a lo largo de todo el país. Su atractivo reside en su versatilidad, ya que puede prepararse con diversos tipos de carne (res, gallina, pescado) y una amplia gama de vegetales, adaptándose a los recursos y gustos locales. 
Es una sopa que se compone de yuca, choclo, plátano verde, arveja (guisante), arroz, zanahoria, achiote, sal, pimienta, cebolleta (cebolla blanca larga) y cilantro (culantro) picados para decorar. Puede ser elaborado con carne de res, pollo, gallina o pescado, siendo utilizada esta última variante sobre todo en la región del litoral ecuatoriano en el cual se incorpora maní en pasta para dar el sabor característico del sancocho.

### Panamá
El sancocho es un plato fuerte de la gastronomía de Panamá. 
Se trata de una sopa más o menos espesa cuyo acompañamiento principal es el arroz blanco. Es servido como revitalizante en el almuerzo, en actividades recreativas, después del trabajo fuerte o grandes parrandas. Tiene como ingredientes imprescindibles el ñame y el culantro tropical y se condimenta además con cebolla, ajo, sal, pimienta en grano, ají y orégano.

#### Variantes
- En las provincias de Chiriquí y Veraguas se preparan sancochos con abundantes ingredientes, debido a la mayor disponibilidad de los mismos, añadiéndoles, además del ñame, yuca, otoe, zapallo (auyama) mazorcas de maíz, papa, plátano verde, chayote,  también se prepara con otras carnes como res, ya sea costillón o jarrete.
- En la península de Azuero el sancocho se prepara solamente de gallina o pollo y lleva como único tubérculo el ñame.  Esta variante es la que se consigue con más frecuencia en la Ciudad de Panamá y se prepara tradicionalmente en pailas de hierro sobre fogones de leña, que le dan un sabor característico.  Se acompaña con arroz blanco y tajadas.  Si se le agrega otra carne o más ingredientes, en esta región del país dejan de llamar al plato sancocho y lo denominan sopa.
- En la provincia de Bocas del Toro se prepara un sancocho que lleva pollo, costilla de res y rabito de puerco, también se le suele agregar pata de vaca y mondongo, ñame, ñampí (yam pee), yuca, maíz, otoe, plátano verde, ají picante, zapallo y culantro. En algunas localidades costeñas se prepara con pescado, sirviéndose siempre acompañado de arroz blanco, tajadas de plátano maduro y, cuando es temporada, aguacate.

En el año 2003, conmemorando el centenario de la República, se hizo el sancocho centenario, que entró en los Libro Guinness de récords mundiales como la sopa de pollo y ñame más grande del mundo, al cocinarse más de 2562 galones en una olla de 1470 libras.

### Puerto Rico
El sancocho, antes llamado "olla podrida", es una sopa sancochada, típica de la gastronomía de Puerto Rico. El verdadero sancocho es espeso y contiene plátano verde y/o maduro, yuca, malanga, yautia blanca y amarilla, ñame, batata, papa, chayote, calabaza, mazorca de maíz, entre otros, además de algunas carnes como pollo, gallina, cerdo, res, cabro, chorizo, longaniza, pescado, mondongo y entre otras. También se añaden legumbres como garbanzos frijoles (habichuelas), lentejas o guandules. Suele acompañarse con un poco de arroz blanco. En principio se preparaba con los ingredientes que sobraban o estaban a disposición para alimentar a muchas personas.

### República Dominicana
En República Dominicana hay gran variedad de sancochos, aunque todos parten de la misma base. Al igual que los sancochos de otros países del Caribe, es una sopa espesa con todo tipo de tubérculos y carnes disponibles.
Para el dominicano el sancocho es tan importante culturalmente, que desde hace varias décadas, se le han dedicado canciones como "El sancocho prieto", tema popular que ha sido interpretado por Alberto Beltrán, Vinicio Franco, Joseíto Mateo y Johnny Ventura.

#### Variaciones
Hay también variaciones como el sancocho blanco, que es mayormente compuesto de aves, generalmente pollo. Otro sancocho es el denominado sancocho de las siete carnes, que lleva diversas carnes de ave como pollo, gallina criolla o gallina de Guinea, cerdo, carne de vaca, en algunos lugares chivo y primordialmente las demás son variaciones de las primeras pero ahumadas o embutidas como las chuletas de cerdo ahumadas, las costillas ahumadas, longaniza de cerdo, etc. Dentro de las leyendas urbanas y rurales se menciona a menudo que contenía carne de carey y hasta carne de manatí. Estas últimas prohibidas hace muchos años por vedas de bioconservación. Otras adiciones y variaciones se deben a los tipos de carnes y condimentos únicos que van desde los bollitos de plátano verde rayado, bollitos de harina de trigo, bollos de Guayiga (tubérculo de la Región Sur, primordialmente San Cristóbal y Palenque que se elabora de manera especial para quitarle la toxicidad) entre otros tubérculos que varían según la región.
- Sancocho prieto: Toma su color por la adición del plátano verde, el plátano rulo y guineos tiernos los cuales aportan este color con su mancha, junto a los demás condimentos yuca, yautías morada, blanca, amarilla, ñame, papas, orégano, cilantros, ajíes, carne precocida o sofrita, chivo, cerdo, res, gallina, pato, pavo.
- Sancocho de guandules (gandules) verdes y sancocho de habichuela: Entre los sancochos más suculentos se encuentran los sancochos de granos, principalmente de habichuelas (frijoles) rojas y de guandules (gandules) verdes. La preparación es prácticamente igual, pero se hacen con una base del grano en cuestión guisado o al menos ablandado previamente.

### Venezuela
En Venezuela se preparan sancochos en todo el país. Reconocido como una comida típica de los fines de semana, el sancocho puede ser de carne de res (generalmente Llanos), pollo o gallina (generalmente centro y occidente), panza y patas de res (llamado simplemente "mondongo") o de ganado caprino (en este caso se le llama "mondongo de chivo", típico de los estados occidentales Lara y Falcón) y pescados o mariscos (generalmente Oriente y costas caribeñas), en el caso de mezclar dos tipos de carne (pollo y res, etc.) se le llama cruzado. 
Entre las verduras y condimentos tradicionales para todas las variedades están ñame, cebolla, ajo, sal, pimienta, orégano, papa, yuca, jojoto (maíz/choclo/elote), apio (arracacha/zanahoria blanca), ocumo (mafafa/malanga/yautía/cocoñame), auyama (zapallo/calabaza), repollo, ocumo chino (taro/malanga/otoe/yautía coco/papa balusa), ají picante o chirel, cilantro y plátano verde o topocho. 
Se consume principalmente a la hora del almuerzo a manera de plato fuerte y también en fiestas, paseos y celebraciones populares. Estas sopas son platos principales en la cocina venezolana que no suelen ser acompañados con otro tipo de comidas. Se consumen a la hora del almuerzo o en la tarde. El sancocho es un plato muy común en las celebraciones y suele servirse durante o después de éstas. Esto último, según la creencia popular, es para aliviar la resaca que pueda sentirse al día siguiente de consumir bebidas alcohólicas. Por tal motivo, es típico servir este plato como almuerzo los días de Navidad o Año Nuevo, si bien algunos lo sustituyen por parrilladas.
Generalmente si se acompaña es con casabe o bien con arepas. Algunas personas acostumbran añadirle zumo de limón (especialmente al de pescado). Existen variantes, como el llamado cruzado, el cual se denomina de este modo cuando contiene dos tipos de carne, y el llamado trifásico, cuando se combinan tres tipos de carne en un mismo sancocho. Es innegable la relevancia de este plato en las celebraciones. Es tanta que, en lugar de decirse que se va a una fiesta, es común la expresión "ir a un sancocho". Coloquialmente, se le suele llamar simplemente "sopa". En algunas regiones (como en el estado Zulia) se le da el nombre de sopón. También se lo conoce como hervido.

### Trinidad y Tobago
En Trinidad y Tobago se preparan sancochos generalmente en el norte del país, como en Paramin, Arima y Lopinot, y se llama "Sancoche" o "Sopa de Sábado" porque se come tradicionalmente en el fin de semana. El sancocho trinitario se parece mucho al de Venezuela, y hay un variante con pescado, como en el Estado Sucre, se llama "Fish Broff".